# Leucauge malkini
Leucauge malkini là một loài nhện trong họ Tetragnathidae.
Loài này thuộc chi Leucauge. Leucauge malkini được miêu tả năm 1975 bởi Chrysanthus.